# 731

## Eventos
- 18 de Março - É eleito o Papa Gregório III.

## Nascimentos
- Abderramão I, fundador do emirado omíada (m. 788).

## Mortes
- 11 de Fevereiro - Papa Gregório II